# ملشیور فرانک
مِلشیور فرانک (به آلمانی: Melchior Franck)‏ (۱ ژانویهٔ ۱۵۸۰ – ۱ ژوئن ۱۶۳۹) آهنگ‌ساز اواخر دورهٔ رنسانس و اوایل دورهٔ باروک اهل آلمان بود.
فرانک هم‌دورهٔ هاینریش شوتس (۱۵۸۵–۱۶۷۲) بود. آثار مِلشیور فرانک در دورهٔ خودش معروف بود و بارها انتشار یافت.